# Cyclocypris forbesi
Cyclocypris forbesi är en kräftdjursart som beskrevs av Sharpe 1897. Cyclocypris forbesi ingår i släktet Cyclocypris och familjen Cyprididae. Inga underarter finns listade i Catalogue of Life.